# Cacciatori-raccoglitori anatolici

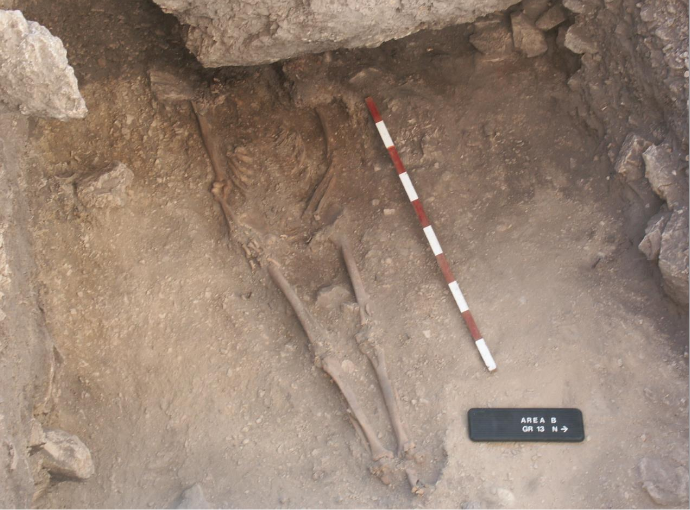
Lo scheletro dell'individuo analizzato

I cacciatori-raccoglitori anatolici (in inglese: Anatolian Hunter-Gatherers, abbreviato in AHG) sono un lignaggio archeogenetico umano, identificato per la prima volta in uno studio del 2019 basato sui resti di un singolo individuo dell'Epipaleolitico, rinvenuto nell'Anatolia centrale (sito di Pınarbaşı Gölü, nella Provincia di Konya) e datato al radiocarbonio intorno al 13.500 a.C. Una popolazione imparentata con questo individuo fu la principale fonte di discendenza dei successivi agricoltori neolitici anatolici (noti anche come primi agricoltori europei), che insieme ai cacciatori-raccoglitori occidentali (WHG) e agli antichi eurasiatici settentrionali (tramite i cacciatori-raccoglitori orientali e/o i pastori delle steppe occidentali) sono uno dei tre contributori genetici ancestrali degli europei.

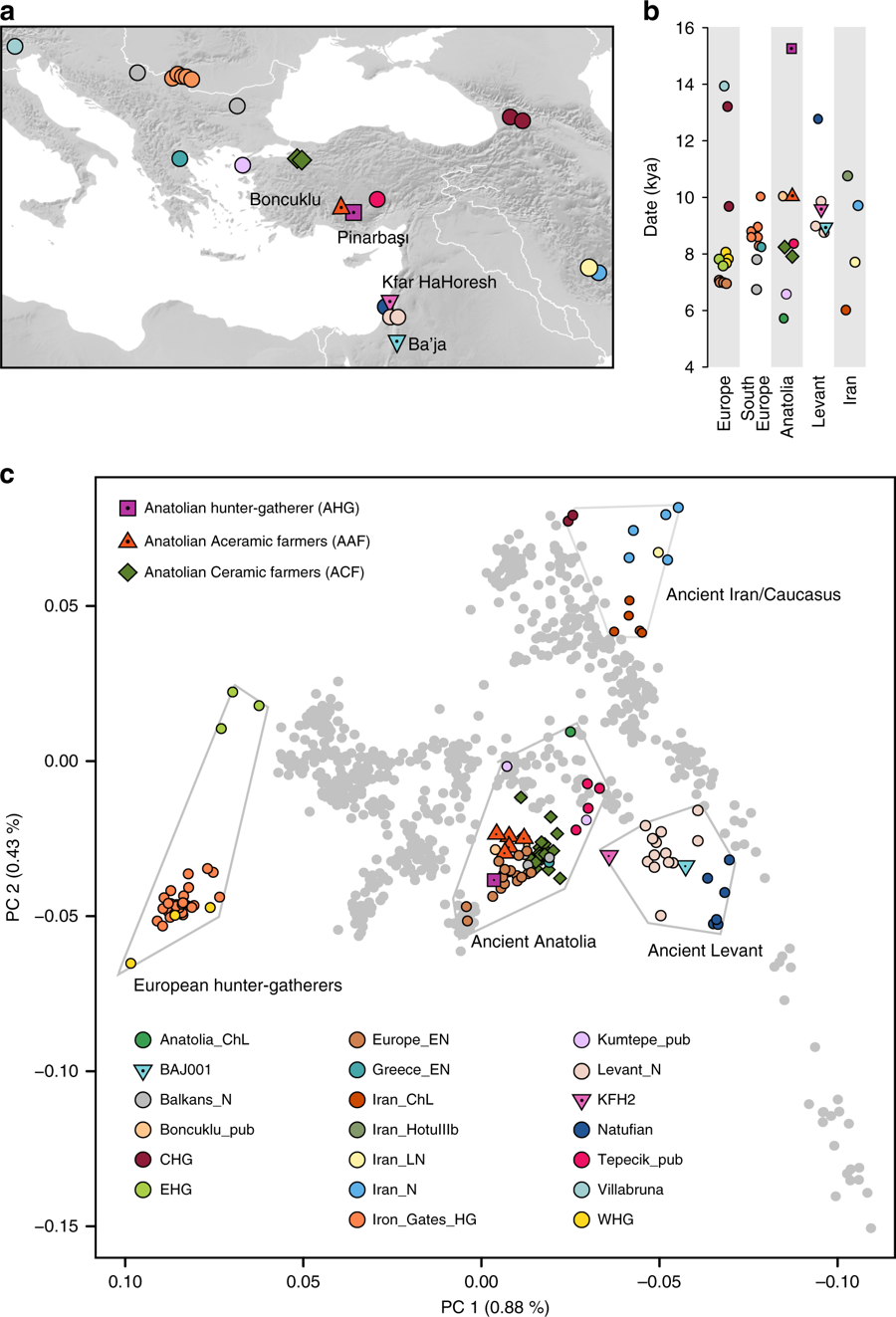
Analisi delle componenti principali

A livello autosomico, nell'analisi delle componenti principali (PCA) l'individuo AHG analizzato risulta essere vicino a due popolazioni anatoliche successive, gli  Anatolian Aceramic Farmers (AAF) risalenti all'8300-7800 a.C., e gli Anatolian Ceramic Farmers (ACF) risalenti al 7000-6000 a.C. Questi primi agricoltori anatolici in seguito sostituirono in larga misura le popolazioni di cacciatori-raccoglitori in Europa, diventando infine il principale contributo genetico delle attuali popolazioni europee, in particolare di quelle del Mediterraneo. Inoltre, la loro posizione in questa analisi è intermedia tra gli agricoltori natufiani e i cacciatori-raccoglitori occidentali (WHG). Quest'ultimo punto è confermato dalle analisi ADMIXTURE e qp-Adm e conferma la presenza di cacciatori-raccoglitori di origine sia europea che del Vicino Oriente nell'Anatolia centrale del tardo Pleistocene. Gli individui mesolitici dei Balcani, conosciuti come cacciatori-raccoglitori delle Porte di ferro, sono il gruppo geneticamente più simile al lignaggio dei cacciatori-raccoglitori dell'Anatolia. Feldman et al. suggeriscono che questa affinità non sia dovuta a un flusso genetico dai AHG agli antenati del cluster genico Villabruna, ma al contrario: si verificò un flusso genico dagli antenati del cluster Villabruna agli antenati dei AHG.